# Le Maréchal-Ferrant
Le Maréchal-Ferrant (Hovslagaren) är en opéra comique i två akter med musik av François-André Danican Philidor och libretto av Antoine François Quétant efter en historia i Giovanni Boccaccios Decamerone.

## Historia
Operan innehåller talad dialog och Philidor var uppfinningsrik för att musikaliskt illustrera klangen av hammarslag på städ, ljudet av en hästpiska, ett åsneskri och klockspel. Verket hade premiär den 22 augusti 1761 på Opéra-Comique i Paris och blev en stor succé. 

## Personer
- Marcel, hovslagare och läkare (baryton)
- Jeanette, Marcels dotter (sopran)
- La Bride, en kusk (tenor)
- Claudine (sopran)
- Colin, älskas av Claudine men är förlovad med Jeanette i hemlighet (tenor)
- Bastien, en bonde (tenor)
- Eustache, en bonde (bas)

## Handling
Hovslagaren Marcel vill gifta bort dottern Jeanette med sin vän La Bride. Jeanette föredrar dock bonden Colin med vilken hon i slutet blir gift med.